# Tetraglenes carinithorax
Tetraglenes carinithorax là một loài bọ cánh cứng trong họ Cerambycidae.